# Hermann Böhrnsen

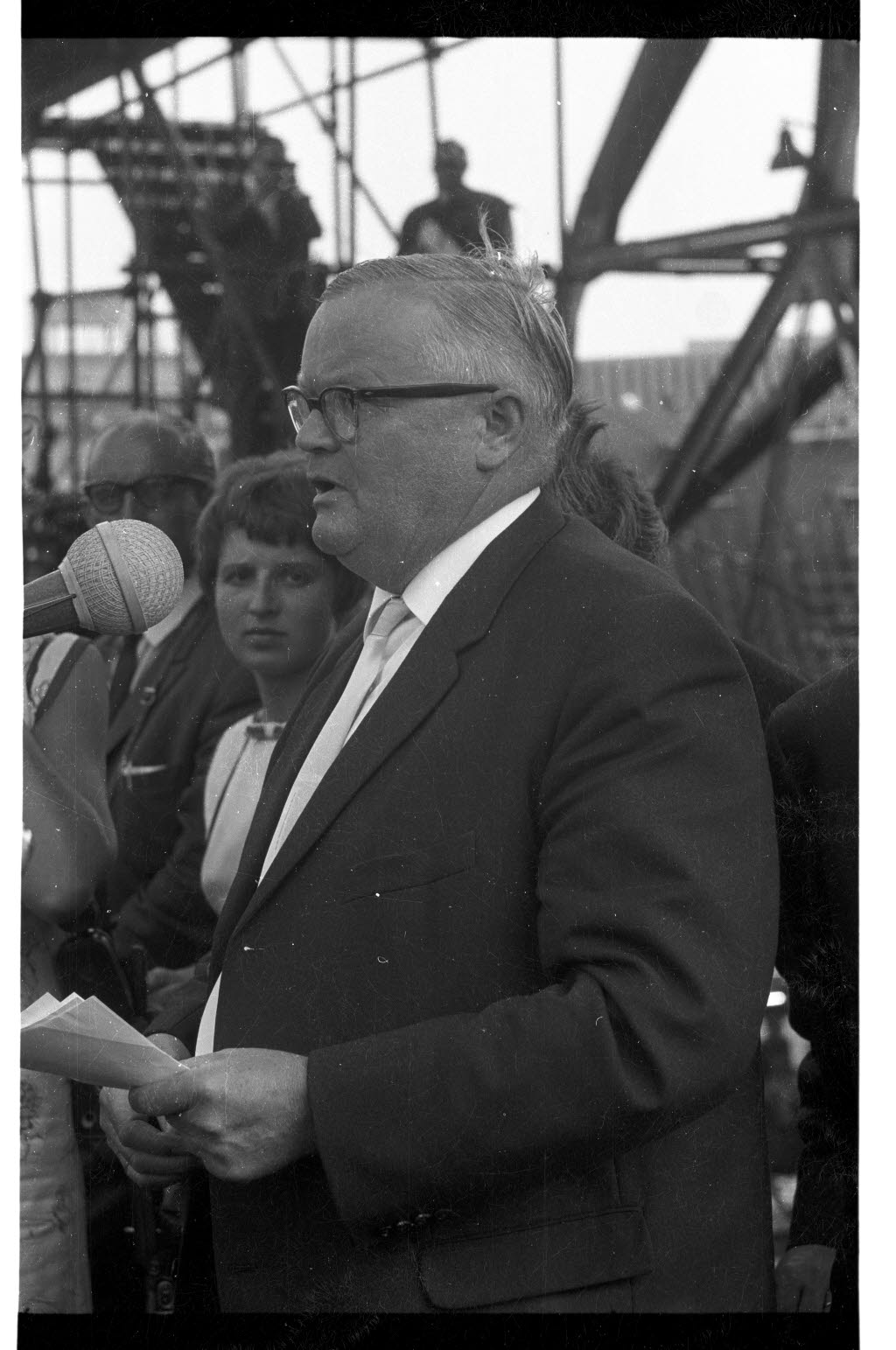
Hermann Böhrnsen beim Stapellauf des Forschungsschiffs „Otto Hahn“ (1964)

Hermann Böhrnsen (* 18. September 1900 in Rendsburg; † 19. Mai 1976 ebenda) war ein deutscher Politiker (DP, später CDU). Er war seit 1948 Vizepräsident der Handwerkskammer Flensburg und von 1952 bis 1967 Wirtschaftsminister des Landes Schleswig-Holstein.

## Leben und Beruf
Böhrnsen wurde als zweites von drei Kindern des Tischlermeisters und Firmengründers, des Senators Peter Böhrnsen und seiner Ehefrau Anna geborene Hardt in Rendsburg geboren. Er besuchte das Rendsburger Realgymnasium und verließ es mit der Obersekundareife. Konfirmiert wurde er 1914 in der Christkirche am Paradeplatz in Rendsburg. Er war Mitglied der Jugendbewegung „Wandervogel e. V.“, in der neben der Pflege des Wanderns, des Volkstanzes, der Volkslieder, der Trachten und der Einübung in Leitungsfunktionen die christliche Glaubenshaltung eine wichtige Rolle spielte. Bald darauf trat er zur eigenen Weiterbildung in Kultur- und Gesellschaftsfragen in den Rendsburger Volkshochschulverein ein, in dem das christlich-humanistische Menschenbild die Grundlage bildete.
1918 wurde er zum Infanterieregiment 85 einberufen, jedoch noch im selben Jahr nach Kriegsende entlassen.
Ab 1918/1919 begann er im väterlichen Betrieb mit seiner Ausbildung im Tischlerhandwerk.
Durch seine Initiative kam es um 1919/1920 zur Gründung des „Jugendausschusses Rendsburg“, dem sämtliche Jugendverbände der Stadt angehörten: bündische, konfessionelle, sportliche, die Arbeiterjugend u. a. m., um in gemeinsamer Arbeit an der Jugend zur Erziehung gegenseitiger Achtung zu arbeiten. Als im Jahre 1921 die Rendsburger Stadtverwaltung zur Förderung der Jugendarbeit das zur Verfügung stehende Haus „Kanalblick“ am Kanalufer anbot, kam es im April zur Gründung der „Rendsburger Heimvolkshochschule“, zu deren Gründungsmitgliedern Hermann Böhrnsen gehörte.
Noch im Jahre 1921 begab er sich nach bestandener Gesellenprüfung auf handwerkliche Wanderschaft, die ihn bis nach München führte. Dort legte er am 27. November 1923 seine Meisterprüfung ab. Anschließend besuchte er in zwei Semestern die „Tagesfachschule“ und nahm zusätzlich an fachlichen Sonntags- und Abendkursen für Innenarchitektur teil. Um sich als Abschluss seiner Ausbildung über europäische Kunst im direkten Erleben zu informieren, folgte eine Wanderung nach Italien/Neapel, Jugoslawien, Ungarn/Budapest, Wien und Linz. Im Herbst 1924 kehrte er nach Rendsburg zurück.
Teilhaber des väterlichen Tischlereibetriebes in Rendsburg, Gerhardstraße 11 wurde er 1927.
Im selben Jahr fand seine Eheschließung mit Anni geborene Müller statt. Aus dieser Ehe gingen drei Kinder hervor: Franz, Maren und Reimer. In diesen Jahren wurde er Mitglied im „Deutschen Holzarbeiterverband“ und bald darauf auch Schriftführer der „Tischlerinnung Rendsburg“. Nach dem Tod seines Vaters im Jahr 1929 übernahm er als Alleininhaber den „Tischlereibetrieb Peter Böhrnsen“.

## Politisches Engagement

### Verbindung zu den Deutschen in Nordschleswig
1927 trat Böhrnsen in den „Verein für das Deutschtum im Ausland“ (VDA) ein, nicht zuletzt aus dem praktisch-familiären Grund, dass sein Schwager im 1920 an Dänemark durch die Volksabstimmung in Schleswig abgetretenen Nordschleswig Lehrer an einer Schule der deutschen Minderheit wurde.

### Vom Kampfbund für deutsche Kultur zur Bekennenden Kirche
2013 wurde bekannt, dass Böhrnsen 1933 zeitweilig Geschäftsführer der „Kampfgruppe für deutsche Kultur“ in Rendsburg gewesen war. An der Bücherverbrennung am 9. Oktober 1933 auf dem Paradeplatz agierte Böhrnsen angeblich als „treibende Kraft“. Das Nordkolleg Rendsburg reagierte damit, dass es die ehrende Benennung eines Seminargebäudes nach Böhrnsen widerrief.
Böhrnsen hatte im Frühjahr 1933 die Verbrennung von Büchern angekündigt. Es ging ihm darum, „sich möglichst auf das breite Volk einzustellen und mit diesem hineinzuwachsen in eine kulturell gefestigte und sittliche Volksgemeinschaft“. Er ließ sich im September 1933 von Konfiszierungen in den Rendsburger Leihbüchereien durch eine Kommission berichten und war in einem Fall selbst an der Beschlagnahme in einer privaten Leihbücherei beteiligt. „Auf allen Gebieten deutschen Kulturlebens“ sollten „in zielbewusster Arbeit die letzten Spuren einer materialistischen Weltanschauung getilgt“ werden, wie ein von Böhrnsen mitunterschriebenes Flugblatt mitteilte.
Die Verbrennung der (nach einem Gesetz von 1926) beschlagnahmten Bücher fand am 9. Oktober 1933 auf dem Rendsburger Paradeplatz statt. Über 600 Bücher wurden auf einem Scheiterhaufen verbrannt. Bei der Bücherverbrennung sprachen der Leiter der Fachgruppe „Schrifttum und Wissenschaft“, Paul Heinrich Juels, sowie der Ortsgruppenleiter des Kampfbundes, Hermann von Essen.
Der Name Böhrnsen wurde in den zeitgenössischen Berichten über die Bücherverbrennung nicht erwähnt. Seine Beteiligung bzw. Mitwirkung bei der Verbrennung wurde aufgrund seiner Position als Geschäftsführer des örtlichen „Kampfbundes für deutsche Kultur“ vermutet. Böhrnsens Teilnahme an der Sammlung von Büchern für die Verbrennung ist wahrscheinlich und könnte durch das Auffinden pornographischer Bücher begründet gewesen sein, denn die waren verboten und entsprachen nicht seiner christlichen Auffassung.
Die zeitweilige Suspendierung seines Gemeindepastors Johann Bielfeldt Ende 1933/Anfang 1934 auf Betreiben der Deutschen Christen hatte den Kirchenältesten und Nachbarn Böhrnsen zur Besinnung gebracht. Er schied bei den Deutschen Christen aus, schloss sich der Bekennenden Kirche in Schleswig-Holstein an und nahm als Synodaler an beiden Bekenntnissynoden 1935 in Kiel und 1936 im Schloss Bredeneek bei Preetz teil.
Wegen seines mutigen Engagements für Bielfeldt war Böhrnsen Anfang 1934 als Geschäftsführer der örtlichen „Kampfgruppe für deutsche Kultur“ entlassen worden. Zwar blieb er noch eine Zeitlang förderndes Mitglied der SS und wurde Mitglied der Nationalsozialistische Volkswohlfahrt (NSV) und der Deutschen Arbeitsfront (DAF). Gegenüber dem Entnazifizierungsausschuss des Kreises Rendsburg bezeichnete er sich dann 1948 als „entschiedenen Gegner des Nationalsozialismus“.
Günter Neugebauer hält diese Selbsteinschätzung Böhrnsens für wenig glaubwürdig und wirft ihm mangelndes Unrechtsbewusstsein vor. Böhrnsens Wandlung vom Anhänger der Deutschen Christen (DC) zum Mitglied der Bekennenden Kirche (BK) erwähnt er mit keinem Wort. Uwe Danker urteilt differenzierter und berichtet auch von Böhrnsens Engagement in der BK: „Als Synodaler nimmt er an den beiden Bekenntnissynoden der evangelisch-lutherischen Landeskirche teil. In berufsständischer Hinsicht schadet ihm dieses Engagement nicht.“ Von 1935 bis 1945 fungierte Böhrnsen als Obermeister der Rendsburger Tischlerinnung. Außerdem war er nahezu während des ganzen Krieges uk-gestellt. 1945 wurde Böhrnsen Landesinnungsmeister.

### Politisches Engagement nach Kriegsende
Böhrnsen war nach dem Kriegsende sofort und ohne Bedenken bereit, am Neuanfang mit vollem Einsatz mitzuwirken. Das zeigte er in vielerlei Hinsicht.
Nach dem Zusammenbruch der nationalsozialistisch-rassistischen Ideologie und dem Offenbarwerden ihrer verbrecherischen Handlungen konnte Böhrnsen sich einen geistigen Neuanfang nicht ohne den christlichen Glauben vorstellen. Als sein Gemeindepastor Bielfeldt 1946 zum Propst in Itzehoe gewählt wurde, ließ er ihm über den Kirchenvorstand als Abschiedsgeschenk einen Hausaltar aus seiner Werkstatt überreichen. Solange er konnte und seine Verpflichtungen es zuließen, nahm er neben den Gottesdienstbesuchen an den Sitzungen des Kirchenvorstandes in Rendsburg-Neuwerk teil und lieferte seine Beiträge zum Gemeindeleben.
Gleichzeitig bemühte er sich um die Wiederbelebung der Arbeit an der Rendsburger Heimvolkshochschule. Unter den Bemühungen des letzten Vorsitzenden vor dem Verbot 1933, Theodor Steltzers, kam es bereits wenige Monate nach Kriegsende zu ersten Kontakten mit weiteren ehemaligen Vorstandsmitgliedern und Freunden, zu denen neben Pastor Johannes Tonnesen auch Hermann Böhrnsen gehörte. Die britische Besatzungsmacht erkannte im September 1948 offiziell die Bildungsarbeit der Rendsburger Heimvolkshochschule (HVH) an. Seitdem gehörte Böhrnsen zum Vorstand und wurde 1950 zum Kuratoriumsvorsitzenden gewählt und unterstützte darüber hinaus die Arbeit bis zu seinem Tod 1976. Zum Neuanfang nach Kriegsende gehörte auch die Rückgabe des ehemaligen Heimvolkshochschulgebäudes am Kanalufer.
Böhrnsen ließ im großen Versammlungsraum Altar und Kanzel aus seiner Werkstatt einbauen, so dass über mehrere Jahre hier sonntäglich Gottesdienste für die Neuwerker Kirchengemeinde gefeiert werden konnten. Zu den Mitarbeitern in der Gruppe der Referenten gehörte immer auch ein Pastor der Schleswig-Holsteinischen Landeskirche, denn im Mittelpunkt der Bildungsarbeit stand das christliche Menschenbild. Als Zeichen der Anerkennung und des Dankes erhielt kurz nach seinem Tod außen angebracht ein Seitenflügel des Hauptgebäudes der „Heimvolkshochschule“ seinen Namen „Hermann Böhrnsen“, ein Haus mit 30 Betten und Seminarräumen.
Am stärksten setzte Hermann Böhrnsen seine Kraft beruflich im Bereich seines Tischlereibetriebes und ebenso im Rendsburger Bereich wie sehr bald in ganz Schleswig-Holstein ein. Er konnte dabei auf dem Vertrauen aufbauen, das ihm seit den dreißiger Jahren entgegengebracht worden war. Als in ganz Schleswig-Holstein die Obermeister des Tischlerhandwerks gewählt waren, wurde Böhrnsen schon im Dezember 1945 zum Landesinnungsmeister gewählt. Damit war er auch Vertreter des Landes im Vorstand der britischen Besatzungszone und übernahm die Leitung des Sonderausschusses für Berufsbildung. Seit 1948 war er Vizepräsident der Handwerkskammer Flensburg. Soweit ihm seit Anfang der fünfziger Jahre weitere wirtschaftliche und politische Ämter übertragen wurden, behielt sein Einsatz für das Tischlerhandwerk dennoch große Bedeutung. Das zeigte sich am Ende seiner beruflichen Tätigkeit, als ihm die höchste Auszeichnung als „Träger des Deutschen Handwerkszeichens in Gold und des Ehrenringes“ zuerkannt wurde.
Im Jahr 1948 musste Böhrnsen sich dem Entnazifizierungsverfahren stellen. Dem dafür zuständigen Ausschuss des Kreises berichtete er in einem längeren Schreiben vom 8. März über sein Verhalten in den Jahren 1933 bis 1945. Er zählte dazu selbstkritisch Punkte auf, wie er sich in einzelnen Situationen entschieden hatte.
In einem Schreiben des „Öffentlichen Klägers beim Hauptausschuss des Kreises Rendsburg“ und des „Vorsitzenden des Entnazifizierungsausschusses“ vom 25. März 1948 heißt es in seinem „Entlassungszeugnis“: „Hiermit wird bestätigt, dass Hermann Böhrnsen, geb. 18.9.1900, wohnhaft in Rendsburg, Gerhardstr. 11, auf Grund der Vorschriften des Gesetzes zur Fortführung und zum Abschluss der Entnazifizierung §§ 2, 6, als entlastet in die Gruppe V eingereiht worden ist.“
Mit folgenden Worten beurteilte er vor dem Ausschuss sein Verhalten in den Jahren des Nationalsozialismus: „Ich verhehle nicht, manches Gute in den vergangenen Jahren anerkannt zu haben. Gegen Manches habe ich mit meiner Meinung nicht hinter den Berg gehalten und bin öfter in einer unerquicklichen Lage gewesen. Stets aber habe ich versucht, für mein Handwerk das Beste herauszuholen und das Positive zu sehen“ und beschrieb seine Bereitschaft zum Neuanfang mit: „Ich habe nicht den Ehrgeiz, viele Ämter zu bekleiden, und wünsche nichts sehnlicher, als mich um meine Werkstatt kümmern zu können. Nachdem aber das große Vertrauen meiner Berufskollegen mich immer wieder zu den Ämtern ruft, halte ich es für meine Pflicht, in dieser schwersten Zeit unseres deutschen Volkes meinen Dienst nach besten Kräften weiter zu tun.“
Er hatte aus seiner Vergangenheit nichts verheimlicht und konnte deshalb sich selbst und anderen gegenüber, die ihn kannten, an die Arbeit des Wiederaufbaus nach dem Kriegsende gehen. Bis zu seinem Lebensende verblieben ihm rund 25 Jahre breitgefächerten Einsatzes für seine Heimatstadt Rendsburg mit dem Umfeld des Landes Schleswig-Holstein.
Hinter der Auszeichnung mit dem großen Bundesverdienstkreuz mit Stern und Schulterblatt stehen vor allem die Jahre seiner Tätigkeit von 1952 bis 1967 als Wirtschafts- und Verkehrsminister der Schleswig-Holsteinischen Landesregierung, unter anderem mit folgenden Arbeitsgebieten: Wiederaufbau und Wiederbelebung der heimischen Wirtschaft und Industrie, Beschaffung von Arbeitsplätzen für über 200.000 Arbeitslose, Eingliederung und Versorgung der Flüchtlinge und Heimatvertriebenen, Reparatur und Ausbau der Infrastruktur, unter wichtigen Verkehrswegen Ausbau der Bundesstraße 404 von Kiel bis an die Elbe, Ausbau der Vogelfluglinie, Bau eines Kanaltunnels bei Rendsburg, Bau eines Elbehafens in Brunsbüttel und erste Planungen für den Bau von Autobahnen durch Schleswig-Holstein. Für diesen Wirtschafts- und Verkehrsbereich konnte er eine gute und teilweise sehr persönliche Verbindung zu dem Wirtschafts- und Finanzministerium in Bonn herstellen.
Aufsichtsratsfunktion hatte er für Schleswig-Holstein in der Wirtschafts- und Aufbaukasse und in Rendsburg im Aufsichtsrat und Vorstand der NOVA-Krankenversicherung sowie der Spar- und Leihkasse Rendsburg. Diese verlieh ihm bei ihrem 150-jährigen Bestehen die Johann-Christian-Eberle-Medaille.

### Parteimitgliedschaften
Böhrnsen trat zum 1. Mai 1933 der NSDAP bei (Mitgliedsnummer 2.750.534). Nach dem Zweiten Weltkrieg war er zunächst Mitglied der rechtsgerichteten Deutschen Partei (DP), schloss sich 1953 aber der CDU an.

### Abgeordneter
Von 1950 bis 1967 war er Mitglied des Landtages von Schleswig-Holstein. Zunächst gehörte er hier der gemeinsamen Fraktion Deutscher Wahlblock von CDU, FDP und DP an, deren Vorsitzender er ab dem 21. Januar 1952 war. Am 14. April 1952 verließ er die Fraktion. Nach einigen Monaten als fraktionsloser Abgeordneter trat er am 30. Januar 1953 der CDU-Fraktion bei.
Vom 5. März bis zum 17. September 1952 war er Vorsitzender des Wirtschaftsausschusses des Landtages.
Böhrnsen zog stets als direkt gewählter Abgeordneter des Wahlkreises Rendsburg-Nord in den Landtag ein.

### Öffentliche Ämter
Am 13. September 1952 wurde er als Minister für Wirtschaft und Verkehr in die von Ministerpräsident Friedrich-Wilhelm Lübke geführte Landesregierung von Schleswig-Holstein berufen. Dieses Amt behielt er auch unter dessen beiden Amtsnachfolgern Kai-Uwe von Hassel und Helmut Lemke, bis er nach der Landtagswahl 1967 am 3. Mai 1967 aus der Regierung ausschied.
Ein wichtiger Amtsleiter, später Landesdirektor und danach Staatssekretär war Fritz Sureth.

## Familienverhältnisse
Sein privater Lebensweg änderte sich durch den Tod seiner Ehefrau Anni Böhrnsen im Jahr 1956. Danach heiratete er 1958 Johanna Graf und adoptierte deren drei Kinder. Der Tischlereibetrieb lag seit seinem Wechsel in das Ministeramt der Landesregierung in den Händen seines Sohnes Frenz, der innerhalb des Tischlerhandwerks sowohl als Obermeister für den Kreis Rendsburg wie auch als Landesinnungsmeister für Schleswig-Holstein hoch anerkannt war. Dessen Sohn Jörg Peter übernahm den Betrieb etliche Jahre vor dem Tod seines Vaters, der am 8. März 2013 nach schwerer Krankheit im Alter von 84 Jahren verstarb.

## Ehrungen
Am 30. November 1966 wurde ihm das Große Verdienstkreuz mit Stern und Schulterband des Bundesverdienstkreuzes verliehen.

## Veröffentlichungen
- Das Tischlerhandwerk. In: Schleswig-Holsteinisches Jahrbuch. Bd. 15/16 (1925/1926), 48–51.
- Ton Sinnen und Högen. Plattdeutsche Gedichte, Rendsburg, 1950.

## Kabinette
Hermann Böhrnsen war Minister für Wirtschaft und Verkehr in folgenden Landesregierungen von Schleswig-Holstein
- Kabinett Lübke II, 1952–1954
- Kabinett von Hassel I, 1954–1958
- Kabinett von Hassel II, 1954–1963
- Kabinett Lemke I, 1953–1967

## Beurteilung
Als Hermann Böhrnsen am 19. Mai 1976 verstorben war, beschrieb die Schleswig-Holsteinische Landeszeitung am 21. Mai seine Persönlichkeit mit den Worten: „Seine besondere Liebe galt seiner schleswig-holsteinischen Heimat und der plattdeutschen Sprache. Seine Gedichte ‚Ton Sinnen und Högen‘ zeugen von einer besinnlichen und humorvollen Art. Hermann Böhrnsen war ein Mann, der bei aller Bescheidenheit seine Auffassung mit großem Ernst und notfalls auch mit Entschlossenheit vertrat und bereit war, die Konsequenzen seines Handelns zu tragen.“
Der schleswig-holsteinische Landtag gedachte seiner zu Beginn der nächsten Sitzung folgendermaßen: „Wir schätzten seine menschliche Integrität, seine Zuverlässigkeit und seinen Humor. – Er war ein Politiker, der durch christliche Überzeugung, soziale Gesinnung und unbestechliche Redlichkeit geprägt wurde.“ – In Dankbarkeit gedenke man eines Mannes, der entscheidenden Anteil am wirtschaftlichen Aufstieg unseres Landes nach dem Kriege habe.
Die Trauerfeier fand am 24. Mai 1976 in der Rendsburg-Neuwerker Christkirche statt und stand unter dem von ihm gewählten Psalmwort 16,5-6: „Der Herr ist mein Gut und mein Teil; du erhältst mein Erbteil. Das Los ist mir gefallen auf liebliches Land; mir ist ein schönes Erbteil geworden.“ Er interpretierte diese Gedanken mit den Worten: „Nicht ich verdiene Lob, sondern Gott allein!“ und brachte damit zum Ausdruck, dass er sich in allem, was er tat, seiner Verantwortung als Christ bewusst gewesen war.
Eine Erinnerung an ihn wurde vom Nordkolleg aus weder zu seinem 120. Geburtstag am 18. September 2020 noch zu den 100-jährigen Jubiläumsveranstaltungen der Gründung der Rendsburger Heimvolkshochschule im Jahre 1921 vorgenommen, zu deren Gründungsmitgliedern er gehörte. Dass er dennoch in der Geschichte des Landes Schleswig-Holsteins weiterhin anerkannt und nicht vergessen ist, zeigt die Erinnerung des schleswig-holsteinischen Bauernverbandes an seinen 45. Todestag mit einem Artikel im Bauernblatt des Monats Mai 2021.